# Drilliola loprestiana
Drilliola loprestiana är en snäckart som först beskrevs av Calcara 1841.  Drilliola loprestiana ingår i släktet Drilliola och familjen kägelsnäckor. Inga underarter finns listade i Catalogue of Life.